# Nationalisierungsgesetz vom 11. Juni 1948 in Rumänien
Das Nationalisierungsgesetz vom 11. Juni 1948 in Rumänien (rumänisch: Legea naționalizării din 11. Iunie 1948) verfügte die Verstaatlichung aller Bodenschätze, Industrie-, Gewerbe- und Handelsunternehmen einschließlich der Banken, Versicherern, des Transportwesens und der Telekommunikation mit dem Ziel die sozialistische Planwirtschaft in der am 30. Dezember 1947 ausgerufenen Rumänischen Volksrepublik einzuleiten.

## Vorbereitende Maßnahmen
Von 1945 bis 1948 fanden in Rumänien mehrere Maßnahmen statt, die die sozialistische Planwirtschaft einleiteten. Eine der ersten war die Bodenreform vom 23. März 1945. Bereits auf der Nationalkonferenz im Oktober 1945 sagte die Rumänische Kommunistische Partei den „kapitalistischen Elementen“ und dem Privateigentum den Kampf an.
Durch den Gesetzeserlass vom 20. November 1946 wurde die Verstaatlichung der Nationalbank des Königreichs Rumänien verfügt. Im Juni 1947 hatte das königlich-rumänische Parlament mit der Annahme des Gesetzes zur Schaffung von 14 staatlichen Industrieverwaltungen die Grundlage zur kalten Verstaatlichung aller Mittel- und Großbetriebe geschaffen. Seit diesem Zeitpunkt wurde jede industrielle und kommerzielle Tätigkeit der Privatunternehmen durch parteigenehme Staatsfunktionäre und Gewerkschaftsvertreter geleitet und kontrolliert. Es folgte die Währungsreform vom 15. August 1947. Im Oktober 1947 begann die Erfassung aller Privatunternehmen in Industrie, Handel und Verkehr. Es wurde eine „Nationalisierungskommission“ gegründet, die Untergliederungen in jedem Landkreis und in jedem Unternehmen hatte.
Nachdem König Michael von der herrschenden Rumänischen Kommunistischen Partei zur Abdankung und zum Verlassen des Landes gezwungen und die Rumänische Volksrepublik am 30. Dezember 1947 ausgerufen worden war, wurde das Nationalisierungsgesetz Nummer 119 vom 11. Juni 1948 erlassen, das die Verstaatlichung aller Produktionsmittel verfügte.

## Durchführung
Auf dem Plenartag der Rumänischen Kommunistischen Partei vom 9.–11. Juni 1948 trug Gheorghe Gheorghiu-Dej den Bericht zur  „Verstaatlichung  aller Unternehmen aus Industrie, Bankwesen, Versicherungen, Bergbau, Transportwesen und Telekommunikation“ vor. Am 11. Juni wurde der Gesetzentwurf der Großen Nationalversammlung zur Genehmigung vorgelegt. 
Verstaatlicht wurden alle Bodenschätze, Unternehmen der Schwerindustrie und der metallverarbeitenden Industrie, Schiffswerften, Kohlengruben, Erdöl- und Erdgasförderanlagen, Unternehmen der Lebensmittelindustrie. Verstaatlicht wurden ebenso die Telefongesellschaft und die Rundfunkanstalten.
Die Nationalisierung von 1948 wurde von der Regierung Petru Groza und von der Parteiführung akribisch vorbereitet. Möglich wurde die Verstaatlichung erst durch die neue Verfassung. Das rumänische Amtsblatt „Monitorul Oficial“ veröffentlichte am 13. April 1948 den Text der neuen Verfassung. Artikel 11 der Verfassung sah vor, dass der Staat konsequent die Eliminierung und Liquidierung der „kapitalistischen Elemente“ vorantreiben werde und wenn es dem Wohle der Allgemeinheit diene, Verstaatlichungen von Privatunternehmen durchführen könne.
Die Durchführung des Gesetzes geschah praktisch noch vor dessen Genehmigung. Die Nationalizierung wurde detailliert und unter strenger Geheimhaltung vorbereitet. Die zu enteignenden Unternehmen wurden in Listen erfasst, die Auskunft über Produktion, Absatz, Anzahl der Angestellten, Gehälter der Direktoren gaben. 
Am 11. Juni, um 6 Uhr startete die Aktion. Die eingeschleusten Parteileute versiegelten um 6 Uhr die Firmensafes, besetzten die Büros der Direktoren und sorgten dafür, dass keine Akten veruntreut werden. Um 13 Uhr übernahmen die Aktivisten die Firmenleitung. Um 14 Uhr fanden im ganzen Land Meetings zur Unterstützung der Aktion statt. Während die Übernahme der Firmen und Fabriken faktisch voll im Gange war, war das Gesetz noch nicht genehmigt. Der Gesetzesentwurf wurde am Vormittag der Regierung vorgelegt und anschließend der Großen Nationalversammlung zur Genehmigung weitergeleitet, die das Gesetz einige Stunden später genehmigte.
Das Dekret vom 18. August 1948 bestimmte in Anlehnung an das Gesetz Nr. 119 vom 11. Juni 1948 die Nationalisierung und Liquidation aller Aktienbanken und Privatbanken. Gleichzeitig wurden die Volksbanken in sogenannte Kreditgenossenschaften unter staatlicher Regie umgestaltet und am 2. März 1951 endgültig verstaatlicht. Damit beherrschte der Staat das gesamte Bankensystem. Im November 1948 erfolgte die Umwandlung der Rumänischen Nationalbank in die Staatsbank der Rumänischen Volksrepublik, in der das kurzfristige Kreditgeschäft zentralisiert wurde, während die Investitionsfinanzierung der im September 1948 auf der Grundlage der Nationalen Industriegesellschaft entstandenen Investitionsbank oblag. Das rumänische Bankensystem bestand nun aus drei Gliederungen: der Staatsbank, der Investitionsbank und der Staatlichen Sparkasse (Casa de Economii și Consemnațiuni, CEC Bank).
Im November 1948 wurden die Lichtspielhäuser und die  Krankenhäuser verstaatlicht. Bis 1950 kamen die Apotheken, die Chemiewerke, die Kultureinrichtungen und die Privathäuser der ehemaligen Firmenbesitzer dazu.
Durch das Nationalisierungsgesetz Nummer 119 vom 11. Juni 1948 wurden insgesamt 8.894 Unternehmen aus Industrie, Bankwesen, Versicherungen, Bergbau, Transportwesen und Telekommunikation verstaatlicht. Das Gesetz sah auch Entschädigungen vor. Dazu kam es jedoch nicht. Nachdem die Konfiszierung der Firmen stattgefunden hatte, begann die Jagd auf die ehemaligen Besitzer. Diese wurden verhaftet und in Scheinprozessen wegen Sabotage, Spionage und anderen erfundenen Verbrechen angeklagt, eingekerkert oder deportiert und ihr gesamtes Eigentum einschließlich des selbstgenutzten Eigenheims konfisziert. In den 1950er Jahren wurde die gesamte politische und kulturelle Elite des Landes aus dem gesellschaftlichen Leben entfernt. Die wenigsten überlebten die Haft. Diejenigen, die überlebten, wohnten als Mieter in ihrem eigenen Haus. Entschädigungen erhielten höchstens ausländische Firmen, für die sich der jeweilige Staat einsetzte. So im Falle des schwedischen Streichholzherstellers, der nach 40 Jahren eine Entschädigung erhielt.
Durch die Gründung einer staatlichen Planungskommission im Juli 1948 waren sämtliche Voraussetzungen für eine zentral geplante und geleitete Verwaltungswirtschaft gegeben.
Der Prozess der sozialistischen Planwirtschaft wurde 1949 durch die  Kollektivierung der Landwirtschaft fortgesetzt und 1962 abgeschlossen.

## Die Rolle der Presse
Die kommunistische Propaganda spielte eine wichtige Rolle in der allgemeinen Meinungsbildung. Allen voran die Zeitung  „Scânteia“, das Presseorgan der Kommunistischen Partei, gab den anderen Zeitungen die Richtung vor. Die ehemaligen Besitzer wurden in den schwärzesten Tönen verunglimpft und die Taten der neuen Machthaber glorifiziert. Im Folgenden einige Beispiele von kommunistischer Propaganda in der Presse:

„Schön und reich ist unser Land. Das werktätige Volk konnte sich jedoch bisher dieser Reichtümer nicht erfreuen. Bis vor kurzem besaß eine handvoll in- und ausländischer Kapitalisten die Reichtümer des Landes: Flüsse, Wälder, Erdöl, Kohle und andere Bodenschätze.“

Ein Artikel über die Bukarester Vulcan-Werke verkündete:

„Gemeinsam werden wir den Feind vernichten! In den Vulcan-Werken, hielt der neue Direktor, in Leinenhemd und Flachshosen gekleidet, eine Ansprache. Da verstanden die Arbeiter noch besser, was die Nationalisierung bedeutet – sie bedeutet, dass wir alle ab heute die Fabrik leiten. Constantin Diaconescu, zusammen mit euch, all denjenigen die ihr Leben mit den Drehbänken und den Hochöfen identifizieren. Achtet darauf, Genossen! Die ganze Fabrik arbeitet jetzt für uns. Der Feind wird versuchen uns Steine in den Weg zu legen. Wer das vergisst, macht sich genauso strafbar wie der Feind!“

In einem Artikel über das Prahova-Tal hieß es:

„Diese Region ist weit über die Grenzen hinaus bekannt. Wer hat noch nicht von Sinaia, Predeal, Bușteni gehört. Alle Schätze dieser Region gehörten in der Vergangenheit den Kapitalisten. Heute jedoch gehören sie dem werktätigen Volk.“

## Folgen der Nationalisierung
Die Folgen der Nationalisierung für die Wirtschaft des Landes waren verheerend. Sieht man sich die Handelsbilanzen der Jahre 1948 und 1949 an, stellt man einen enormen Rückgang des Handelsvolumens und eine Stagnation der industriellen Entwicklung des Landes fest. Es sollten noch viele Jahre vergehen, bis die Industrialisierung des Landes wieder den Stand der Vorkriegszeit erreicht hatte. Das Jahr 1938 diente der sozialistischen Planwirtschaft noch lange Zeit als Referenzjahr.
Die offizielle Statistik hatte für 1947, das erste Jahr der kalten Nationalisierung des gesamten Industrieapparates, einen industriellen Bruttoausstoß von nur 48 % im Vergleich zu 1938 ausgewiesen. Bezogen auf dasselbe Vergleichsjahr (1938=100) erreichte die landwirtschaftliche Gesamtproduktion die Indexziffer 59, die Erträge der Pflanzenkulturen gar nur 51, während für die Viehzucht 75 angegeben wurden.